# Ray Leppan
Ray Leppan (Johannesburg, 20 juli 1979), beter bekend als Adam Rose, is een Zuid-Afrikaans professioneel worstelaar die werkzaam was bij WWE.

## Professioneel worstelcarrière
Leppan begon in Zuid-Afrika samen met Paul Lloyd Jr. te werken en vormden een tag team, de Pure Juice. Leppan worstelde ook als Dameon Duke in de World Wrestling Professionals. Hij won daar een keer het WWP World Heavyweight Championship.

### World Wrestling Entertainment/WWE (2010-2016)
Op 25 februari 2010 debuteerde Leppan in de Florida Championship Wrestling (FCW), een opleidingscentrum van de WWE, en verloor van Curt Hawkins. Drie weken later veranderde Leppan zijn ringnaam in Leo Kruger. Op 18 maart 2010 behaalde hij zijn eerste zege door Jacob Novak te verslaan.
Een jaar later, op 1 september 2011, won Kruger het vacante FCW Florida Heavyweight Championship, dit was zijn eerste FCW-titel, door de Fatal Four-Way match te winnen van Dean Ambrose, Husky Harris en Damien Sandow.
Leppan was actief in WWE als Adam Rose. Hij debuteerde op 5 mei 2014 tijdens RAW. Als zijn karakter Rose werd naar de ring begeleid door een groep feestvierders in diverse pakken, deze noemde hij zijn "Rosebuds" en had hij een pakkend tekst, die hij regelmatig verkondigde aan zijn tegenstanders "don't be a lemon, .... be a rosebud".

#### Schorsing & ontslag
Op 16 april 2016 kreeg Leppan een 60 dagen schorsing van de WWE, vanwege een overtreding betreffende een door de WWE niet toegestane genomen medicatie. Leppan vocht de straf aan, door het plaatsen van een doktersrecept op Twitter waarin hij uitlegde dat de voorgeschreven medicatie, bedoeld was tegen zijn ADHD.
op 11 mei werd zijn 60 dagen schorsing omgezet in een schorsing voor onbepaalde tijd, dit omdat Leppan was gearresteerd op beschuldiging van huiselijk geweld en intimideren van een getuige. Na een opgelegde borg van $ 1.000,- en een opgelegde verplichte te volgen therapie 1x per week tot zijn zaak in juni 2016 voor zal komen, mocht Leppan weer gaan.
op 23 mei 2016 werd bekend, dat de WWE Leppan ontdaan heeft van al zijn verplichtingen aan de WWE en is zijn contract ontbonden.

## In het worstelen
- Finishers
  - Als Adam Rose
    - Party Foul (Snapmare driver)
    - Slice (Lariat)

  - Als Leo Kruger
    - GC3 (Inverted keylock)
    - Kruger's End (Hangman's facebuster)
    - Rear naked choke
    - Super Stud Strike (Fisherman neckbreaker)

  - Als Deamon Duke
    - Dameon Device (Sharpshooter)
    - Dameon Driver (Cradle piledriver)
- Signature moves
  - Als Adam Rose
    - Arm wrench
    - Back heel kick
    - Choo Choo
    - Running back elbow

  - Als Leo Kruger
    - Snap Suplex
    - Spine buster

  - Als Deamon Duke
    - Corner clothesline gevolgd door een Bulldog
    - Diving crossbody
    - Diving elbow drop
    - Diving splash
    - Sitout Death Valley driver
    - Topé
- Bijnaam
  - "South African Super Studd"

## Prestaties
- Florida Championship Wrestling
  - FCW Florida Heavyweight Championship (2 keer)
- World Wrestling Professionals
  - WWP World Heavyweight Championship